# Cimetière de San Amaro
Le cimetière de San Amaro (espagnol : Cementerio de San Amaro) est situé dans la ville espagnole de La Corogne, en Galice.

## Historique
Située dans la ville galicienne de La Corogne, face aux eaux de l'océan Atlantique, sa construction remonte à 1812. Au sein de ses murs sont enterrés, entre autres, Eduardo Pondal, Luis Seoane, Manuel Murguía, Alejandro Pérez Lugín (es), Manuel Curros Enríquez ou Andrés Martínez Salazar. Le 20 juillet 1981, une procédure est engagée afin de permettre sa déclaration en tant que monument historique-artistique. À l'entrée du cimetière se trouve une chapelle du même nom.

## Personnalités inhumées
- Eduardo Pondal (1835-1917), poète galicien;
- Wenceslao Fernández Flórez (1885- 1964), journaliste et écrivain galicien;
- César Alvajar (1892- 1965), écrivain et homme politique galicien;
- Amparo López Jean (1885-1942), militante féministe espagnole.